# Liste des stations de radio en Italie
Cet article présente la liste des radios en Italie.

## Radios italiennes nationales

### Radios publiques

#### Radiotelevisione Italiana (Rai)
- Rai Radio 1 (Rome) - radio généraliste
- Rai Radio 2 (Rome) - radio populaire de divertissement
- Rai Radio 3 (Rome) - radio classique
- Rai Radio Tutta Italiana (Rome) : radio d'easy listening
- Rai Radio Classica (Rome)
- Rai Radio Techetè
- Rai Radio Live
- Rai Radio Kids
- Rai Gr Parlamento (Rome) - radio parlementaire
- Rai Isoradio (Rome) - radio d'info trafic
- Rai Visradio (Naples) : DAB, DVB-S
- Rai DMB (Rome) : T-DMB
- Rai Italia Radio (Rome) : radio internationale d'Italie disparue depuis 2011

### Radios privées
- m2o (Rome) - sur FM, DAB, DAB+, m2oTV Sky Italia DVB-S
- R101 (Milan) - sur FM, DAB, DAB+, DVB-S
- Radio 105 Network (Milan) : diffusé sur FM et DVB-S
- Radio 24 (Milan): FM, DAB, DVB-S
- Radio Capital (Cusano Milanino) - FM, DAB, DVB-T, DVB-S
- Radio DeeJay (Milan) : FM, DAB, DAB+, DVB-T, DVB-S
- Radio Dimensione Suono (Rome) : FM, DAB, DAB+, DVB-S
- Radio Italia Solo Musica Italiana (Milan) : FM, DAB, DVB-S
- Radio Kiss Kiss (Naples) : FM, DVB-S
- Radio Monte-Carlo (Milan) : FM, DVB-S
- RTL 102.5 (Cologno Monzese) : FM, DAB, DVB-S, DVB-T HD, Sat Free HD, App
- RTL 102.5 Best (Milan) : DAB, DVB-S
- Virgin Radio Italia (Milan) : FM, DAB, DAB+, DVB-S

### Radios communautaires
- Radio Maria (Erba) : FM, DAB, DVB-S
- Radio Varese (MF 100.700)  poi Radio Padania Libera (Varèse) DAB, DVB-S
- Radio Popolare (Milan) : FM
- Radio Radicale (Rome): FM, DAB, DVB-S
- Radio Beckwith Evangelica (Luserna San Giovanni), FM, DAB, DVB-S

## Radios locales ou régionales
- Multiradio (Massafra) : FM
- Radio Bruno (Carpi : FM, DVB-T
- Radio Manà Manà (Rome) : depuis 2011
- RadioRadio (Rome) : DAB, DVB-S
- Radio Pianeta (Cividate al Piano) : FM
- Radio Studio 54 Network (Locri) : depuis 1985